# Thomas Moore (Botaniker)

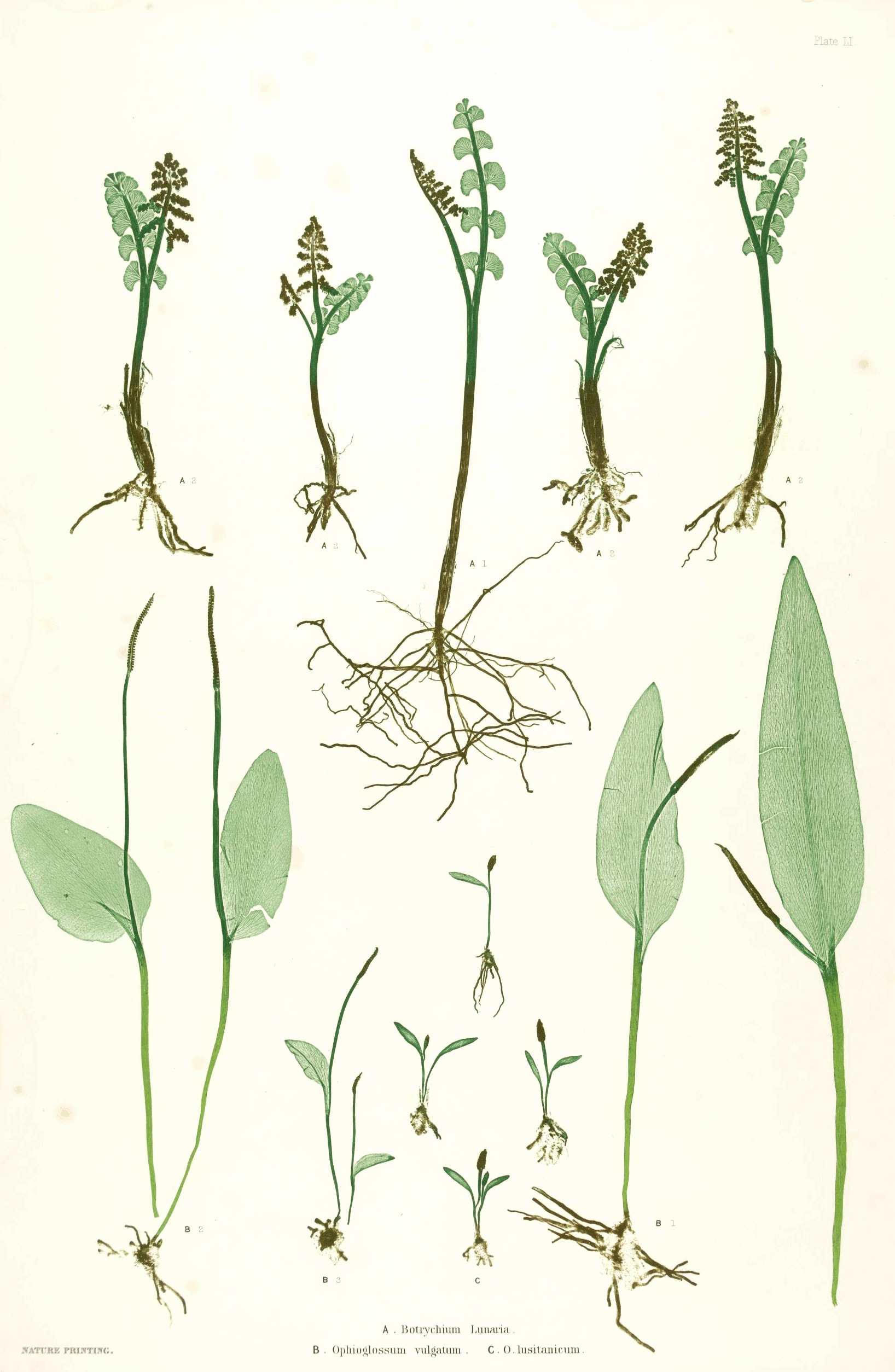
Eine Abbildung aus The Ferns of Great Britain and Ireland von Thomas Moore; abgebildet sind zu den Natternzungengewächsen (Ophioglossaceae) gehörende Farne

Thomas Moore (* 21. Mai 1821 in Stoke, Guildford, Surrey; † 1. Januar 1887 in Chelsea (London)) war ein englischer Botaniker. Sein offizielles botanisches Autorenkürzel lautet „T.Moore“.

## Leben und Wirken
Er war Kustos des Botanischen Gartens von Chelsea. Sein 3200 Exemplare umfassendes Farn-Herbarium wurde 1888 vom Herbarium der  Royal Botanic Gardens im Londoner Stadtteil Kew dem Berliner Botanischen Museum geschenkt.

## Werke (Auswahl)
- A popular History of the British Ferns …, 1851 (2. Auf. 1855, 3. Aufl. 1859, weitere Aufl. 1862).
- The Ferns of Great Britain and Ireland, 1855–1856 (2. Aufl. 1857, 3. Aufl. 1869).
- Index Filicum …, 1857–1862.
- The octavo nature-printed British Ferns, 1859–1860.
- A treasure of botany … A popular dictionary, 1866 (zusammen mit John Lindley; weitere Aufl. 1870, 1874, 1876, 1884, 1899).
- The orchid album ..., 11 Bände, 1882–1892 (zusammen mit Robert Warner, Benjamin Samuel Williams und John Nugent Fitch)[2]